# Fernando Ruiz Vergara
Fernando Ruiz Vergara (Sevilla, 1942-Escalos de Baixo, 12 de octubre de 2011) fue un cineasta español. En 1980 estrenó el documental Rocío, la primera película secuestrada judicialmente en España tras la aprobación de la constitución de 1978 y la desaparición de los mecanismos del franquismo para la censura previa del cine.

## Biografía
Fernando Ruiz Vergara nació en Sevilla en 1942, si bien creció en Huelva. Artista polifacético, cultivó la pintura, la escultura y la cerámica, participando en exposiciones individuales y colectivas tanto en España como fuera de ella (en Bruselas o Lisboa).
En 1974 se instaló en Portugal, que acababa de desembarazarse de la dictadura gracias a la Revolución de los Claveles. Junto con Ana Vila, se dedica al activismo político a través del cine, el conocido como "cinema militante". Participaron en la fundación de la librería Iberlibro de Lisboa y del Centro de Intervenção Cultural (CIC), que funcionaba como cooperativa, a través del cual participaron en la organización de la Mostra Internacional de Cinema de Intervenção en 1976, un encuentro en el que se proyectó cine político y militante de todo el mundo. A través del CIC organizaron ciclos de cine político para espectadores españoles en las zonas fronterizas con Andalucía y Galicia. Paralelamente filman su primer trabajo, Otelo a presidente, un mediometraje en apoyo de Otelo Saraiva de Carvalho, uno de los líderes de la Revolución de los Claveles y candidato de la extrema izquierda a la presidencia en las elecciones de junio de 1976. Los insuficientes resultados de Saraiva de Carvalho en las elecciones motivaron que la cinta no fuese finalmente exhibida.
Tras la muerte de Franco, Ruiz Vergara y Vila volvieron a España. Entre sus planes se encontraba llevar a cabo una antigua idea: la filmación de una película sobre la romería del Rocío. Para ello, contaban con los medios técnicos de las cooperativas cinematográficas portuguesas. Entre 1976 y 1978 llevaron a cabo la película, el documental Rocío, con Ruiz Vergara de director y Vila de guionista y productora. En 1979, Ruiz Vergara y Vila se asentaron en Sevilla, en plena efervescencia autonomista. Su objetivo era trasplantar la experiencia portuguesa y crear una infraestructura capaz de dar soporte a informativos similares a los que se estaban produciendo en la época en Cataluña, los Noticiaris, o en el País Vasco, Ikuska. El resultado fue el Equipo de Cine Andaluz (ECA), que no consiguió alzar el vuelo y desapareció tras producir un documental sobre el proceso autonómico en Andalucía y unas películas de encargo de la Junta de Andalucía.
Sin embargo, la exhibición de Rocío, estrenada en 1980, se vio sujeta a una intensa polémica. La inclusión de testimonios sobre la represión franquista en Almonte llevó al secuestro judicial de la cinta, objeto de una querella por calumnias, pocos meses después del estreno y a la eliminación de los pasajes en los que se mencionaban los asesinatos que tuvieron lugar en Almonte durante la Guerra Civil. El proceso judicial no se saldó solo con la mutilación de la película, sino que Ruiz Vergara, que se declaró en el juicio responsable único de la cinta, fue condenado a dos meses y un día de arresto mayor, 50.000 pesetas de multa y una indemnización de 10 millones de pesetas en concepto de responsabilidad civil. Ruiz Vergara recurrió al Tribunal Supremo, el cual confirmó en 1984 la sentencia.
Tras este episodio, Ruiz Vergara regresó a Portugal, donde se estableció. Aunque no volvió a dirigir una película, produjo varios trabajos para la televisión portuguesa, como Os ventos, A luz occidental e Igrejas ad laetere. En Portugal murió tras sufrir una enfermedad que le mantuvo varios meses hospitalizado.
En el momento de su muerte, el director José Luis Tirado se encontraba trabajando en un documental sobre Ruiz Vergara y Rocío. Esta obra se estrenó en noviembre de 2013, en el marco del Festival de Cine Europeo de Sevilla, con el título definitivo de El caso rocío.